# George Poage
George Coleman Poage (Hannibal, 6 novembre 1880 – Chicago, 11 aprile 1962) è stato un ostacolista e velocista statunitense, vincitore di due medaglie ai Giochi olimpici di Saint Louis 1904.
È stato probabilmente il primo atleta afroamericano della storia a vincere una medaglia ai Giochi olimpici; tuttavia, essendo sconosciuto l'ordine in cui si svolsero le gare ai Giochi olimpici di Saint Louis 1904, si contende questo primato con il connazionale Joseph Stadler.

## Biografia

### I primi anni
Nato a Hannibal, nel Missouri, Poage e la sua famiglia si trasferirono a La Crosse, nel Wisconsin nel 1884. Dopo la morte di suo padre James, avvenuta nel 1888, Poage, insieme a sua madre e suo fratello, si trasferì nella casa di Maria e Lucian Easton.
Al liceo di La Crosse Poage eccelse sia come studente che come atleta, infatti fu considerato atleta di punta della scuola e, nel 1899, diventò il primo afroamericano diplomato della scuola.

### College e Olimpiadi
Nell'autunno seguente, Poage divenne matricola all'Università del Wisconsin. Fu negli anni dell'Università che si distinse soprattutto nelle gare di velocità e corsa ad ostacoli.
Nel 1903 si laureò in storia e, l'anno seguente, fu il primo afroamericano a prendere parte alle gare di atletica leggera della Big Ten Conference. In quella occasione arrivò primo nelle gare delle 440 iarde piane e 220 iarde ostacoli.
Nel 1904, la Milwaukee Athletic Club permise a Poage di disputare l'Olimpiade di Saint Louis, dove vinse due medaglie di bronzo nei 200 metri ostacoli e 400 metri ostacoli.

### Ultimi anni
Dopo le Olimpiadi, Poage rimase a Saint Louis, dove fu per un anno preside di una scuola. L'anno successivo fu professore alla Charles Sumner High School, in cui fu capo del dipartimento di inglese. Nel 1914, Poage perse il suo lavoro alla Sumner.
Nel 1920, Poage si trasferì a Chicago dove lavorò prima in un ristorante e poi nell'United States Postal Service per quasi 30 anni. Morì a Chicago nel 1962.
Nel 1998, Poage fu inserito nella Wisconsin Athletic Hall of Fame.

## Palmarès
| Anno | Manifestazione  | Sede      | Evento      | Risultato | Prestazione | Note |
| ---- | --------------- | --------- | ----------- | --------- | ----------- | ---- |
| 1904 | Giochi olimpici | St. Louis | 60 m piani  | Batteria  | n/d         |      |
| 1904 | Giochi olimpici | St. Louis | 400 m piani | 6º        | n/d         |      |
| 1904 | Giochi olimpici | St. Louis | 200 m hs    | Bronzo    | n/d         |      |
| 1904 | Giochi olimpici | St. Louis | 400 m hs    | Bronzo    | n/d         |      |